# Gritliya
La gritliya est un plat traditionnel algérien originaire de skikda , surtout préparé à Collo, Skikda, Annaba et Constantine.

## Description
La gritliya est une pâte traditionnelle qui ressemble aux vermicelles, préparée artisanalement par les femmes. Comme le couscous, ces pâtes sont cuites à la vapeur puis plongées dans un bouillon à la viande d'agneau, pois chiches et boulettes de kefta.

## Préparation
Ce plat se prépare lors des mariages et des fêtes religieuses comme le mouharram.